# 波蘭邊界

1945年波兰边界變更（灰色為波兰前东部领土）

波兰的边界以及长度

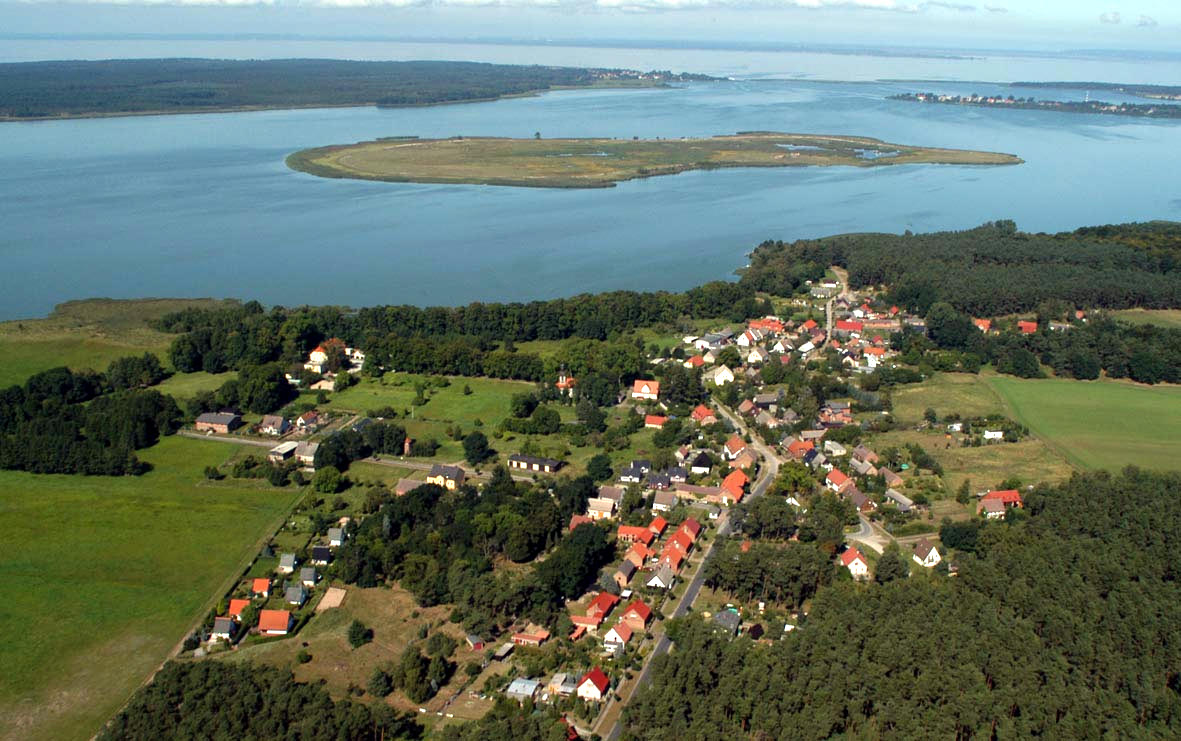
波兰和德国的界湖

波兰边界共3,511 km（2,182 mi） 或3,582 km（2,226 mi）长。 波蘭西邻德国，南邻捷克和斯洛伐克，东邻乌克兰和白俄罗斯，东北邻立陶宛和俄罗斯加里宁格勒州。波兰北部則蒞臨波罗的海。
波蘭與各國邊界的长度分別為：
1. 捷克共和国-波兰边境（英语：Czech Republic–Poland border）：796 km（495 mi）[1]或539 km（335 mi） [2]
2. 波兰-乌克兰边界：535 km（332 mi） [1]或529 km（329 mi） [2]
3. 德国-波兰边境（英语：Germany–Poland border）：467 km（290 mi）[2][1]
4. 白俄罗斯–波兰边境：418 km（260 mi） [1]或416 km（258 mi） [2]
5. 波兰-俄罗斯边境（加里宁格勒州）： 210 km（130 mi） [2] [1]
6. 立陶宛－波蘭邊界：104 km（65 mi） [1]或103 km（64 mi） [2]
7. 波蘭波罗的海海上國界線：440 km（270 mi） [1]或528 km（328 mi） [2]

波兰的海岸线为770 km（480 mi）。

## 历史
現今波兰的边界是在第二次世界大战結束後波兰人民共和国成立之后确定的。 

## 主要过境点
2004年波兰加入欧盟后，撤銷了与欧盟国家（德国、捷克、斯洛伐克和立陶宛）的过境点。不過曾經的過境點基础设施仍然存在，但根據申根协议，這些邊境基础设施不能啟用。

### 曾經
德国
1. 希維諾烏伊希切
2. 科乌巴斯科沃（英语：Kołbaskowo）
3. 奥得河畔科斯琴
4. 斯维科（英语：Świecko）
5. 古賓
6. 奥尔什娜（英语：Olszyna, Lubusz Voivodeship）
7. 茲戈熱萊茨

捷克
1. 什克拉爾斯卡-波倫巴
2. 庫多瓦-茲德魯伊
3. 查乌普基（英语：Chałupki, Racibórz County）
4. 切申

斯洛伐克
1. 黑日内（英语：Chyżne）
2. Łysa Polana（波兰语：Łysa Polana）
3. 于尔高（英语：Jurgów）
4. 巴维内克（英语：Barwinek, Podkarpackie Voivodeship）

立陶宛
1. 奥格罗德尼基（英语：Ogrodniki, Sejny County）
2. 布济斯科（英语：Budzisko）

波蘭歷史上也與下列國家接壤和設立过境点：
- 歷史上的国家：捷克斯洛伐克、苏联、东德
- 曾经与波兰有共同边界的国家：羅馬尼亞、匈牙利、拉脫維亞

### 現今
乌克兰
1. 科尔佐瓦（英语：Korczowa）

白俄罗斯
1. 格罗德诺

俄罗斯
1. 格热霍特基（英语：Grzechotki）